# 1720
Évszázadok: 17. század – 18. század – 19. század
Évtizedek: 1670-es évek – 1680-as évek – 1690-es évek – 1700-as évek – 1710-es évek – 1720-as évek – 1730-as évek – 1740-es évek – 1750-es évek – 1760-as évek – 1770-es évek
Évek: 1715 – 1716 – 1717 – 1718 –  1719 – 1720 – 1721 – 1722 – 1723 – 1724 – 1725

## Események

### Határozott dátumú események
- február 1.  (Julián naptár szerint január 21.) – Svédország és Poroszország megköti a stockholmi szerződést.[1]
- február 17. – A hágai békeszerződéssel lezárul a négyes szövetség háborúja.[2]
- február 29. – Ulrika Eleonóra svéd királynő lemond a trónról férje, Frigyes javára.
- április 16. – II. Rákóczi Ferenc és a kuruc emigáció tagjai Rodostóba költöznek.[3]
- szeptember 7. – A Habsburg-Szerbia élére Károly Sándor württembergi herceget(wd) nevezik ki kormányzónak.[4]
- november 16. – Jack Rackhamet kalózkodásért bíróság elé állítják Jamaicában.

### Határozatlan dátumú események
- szeptember – A londoni tőzsde összeomlik a South Sea Company részvényeinek esése miatt.[5]

## Születések
- január 14. – Daniel Polixénia, magyar írónő († 1775)
- február 6. – Bajzáth József, veszprémi püspök, alkancellár († 1802)
- március 15. – I. Fülöp, Parma, Piacenza és Guastalla uralkodó hercege, spanyol infáns († 1765)
- május 11. – Karl Friedrich Hieronymus Freiherr von Münchhausen, hivatalnok és kalandor († 1797)
- május 15. – Hell Miksa, magyar csillagász († 1792)
- október 14. – Dobra László, jezsuita rendi pap, tanár, költő († 1784)

## Halálozások
- január 4. – Dimién Pál, erdélyi orvos (* 1660 körül)
- július 7. – Maria Barbara Bach, Johann Michael Bach lánya, Johann Sebastian Bach első felesége (* 1684)